# Internet socket
Internet socket je krajnja točka komunikacije računala koja komuniciraju putem mreže bazirane na internet protokolu. Glavni parametri internet socketa su:
- protokol
- lokalna IP adresa
- lokalni port
- IP adresa udaljenog računala
- port udaljenog računala

Najčešće vrste socketa su:
1. Datagram socket koji koristi UDP
2. Stream socket koji koristi TCP